# Йосип Проїч
Йосип Петарович Проїч (босн. Kemal Osmanković; нар. 4 березня 1997) — боснійський футболіст, центральний захисник сараєвського «Желєзнічара».

## Життєпис
Йосип Проїч народився в місті Крушевац і навчався в молодіжній школі клубу «Напредак», в якому й розпочав свою ігрову кар'єру. У 2004 уклав професійний контракт з першою командою клубу. У 2008 році він разом зі своїм одноклубником Николою Митровичем перейшов у «Волгу». У сезоні 2009 року в Першому дивізіоні він провів 11 матчів, отримавши 4 жовті картки. На початку 2010 року повернувся в рідний «Напредак». З 2010 по 2014 рік виступав у «Ягодині». 2014 рік провів у «Вождоваці». У 2014 році виїхав до Греції, де підписав контракт з «Левадіакосом», кольори якого захищав до 2015 року. У 2015 році зіграв 1 матч в угорському чемпіонаті за «Будапешт Гонвед». У 2015 році повернувся до «Напредака», кольори якого захищав до 2017 року. З 2017 року виступає в клубі «Желєзнічар» (Сараєво).
Викликався до молодіжної збірної Сербії.

## Досягнення
«Ягодина»
- Кубок Сербії
  -  Володар (1): 2012/13

«Напредак»
- Перша ліга Сербії
  -  Чемпіон (1): 2015/16

«Желєзнічар»
- Кубок Боснії і Герцеговини
  -  Володар (1): 2017/18